# Pseudamnicola moussonii
Pseudamnicola moussonii is een slakkensoort uit de familie van de Hydrobiidae. De wetenschappelijke naam van de soort is voor het eerst geldig gepubliceerd in 1841 door Calcara.